# 二宮圭美
二宮 圭美（にのみや よしみ、1980年10月7日 - ）は、日本の元女性声優。東京都出身。引退以前はE-sprinGに所属していた。

## 人物・経歴
- 特技は水泳、フルート[1]。秘書検定2級の資格を持つ[1]。
- 日本ナレーション演技研究所エーエス企画を経て[1]声優デビュー。
- 2005年7月に儀武ゆう子とユニットBooNo（ブーノ）を結成。
- 2007年12月31日を以て声優業を引退することを、2007年11月18日の3ユニット合同イベントで発表。
- 2007年12月31日のラストライブを最後にBooNoは解散し、自身も引退した。しかし、その後も声優との交流は続けている模様[3]。
- 出演作の大半は大宮三郎プロデュース作品である。
- 引退から約5年が経過した2013年2月7日に超!A&G+「儀武ゆう子の本気!アニラブ」にて引退後としては初めてメディアに登場した。
- それから2年後の2015年2月2日にも儀武ゆう子"SUN"に出演。
  - 同番組出演時に「（儀武ゆう子と）年が違う」「4年後に」「数年先を歩ませてもらってる」と、当時のプロフィールの生年が実際と異なることを匂わせる発言をしている。

## 出演
太字はメインキャラクター。

### テレビアニメ
- HAPPY★LESSON（2002年、女子生徒）
- HAPPY★LESSON ADVANCE（2003年、女性客）
- Φなる・あぷろーち（2004年、電話音声、女子生徒、女性客）
- こいこい7（2005年、浅草橋中子）
- はっぴぃセブン 〜ざ・テレビまんが〜（2005年、少年、友人、客、トモミの母 他）
- ワンワンセレプー それゆけ!徹之進（2006年、美香）

### OVA
- HAPPY★LESSON（2001年、生徒）
- Happy World!（2003年、女子高生B、女生徒、生徒）
- HAPPY★LESSON THE FINAL（2004年、女生徒、生徒）

### ラジオ
- サブちゃん一家の、だからアニメはやめられない!?（音泉・BEWE）
  - 花村怜美とアシスタントを組んだ大宮三郎と飯塚康一がメインパーソナリティの番組。2006年3月31日配信分でアシスタントを降番。
- 声龍門（すときゃ!）
- BooNo育成計画152（ターゲット・イノベーション）
- BooNoの「た〜めりっくあわ〜」（2006年11月28日 - 2007年12月25日）
- 情報アキハバラエティ はばラヂ（すときゃ! → BBstation）※2007年12月まで努めた。
- 儀武ゆう子の本気!アニラブ」（超!A&G+、2013年2月7日）
- 儀武ゆう子"SUN"（超!A&G+、2015年2月2日）

### ゲーム
- エスプガルーダ（2003年、セセリ）
- ロックマンロックマン（2006年、ロール）
- ロックマンX DiVE（2020年、ロール[4]）※ライブラリ音声

### ドラマCD
- Astral（幼少期の桃香）
- うぃうぃDays（村岡薫子）

### ディスコグラフィ
- My Love あなたに（OVA「愛しの言霊」 挿入歌）
- 我愛你・アイシテル（和洋中シスターズ、TVアニメ「こいこい7」 キャラクターソング）